# Пам'ятники Алчевська
Па́м'ятники Алче́вська — об'єкти монументального мистецтва, встановлені у різні роки, що розташовані на території міста Алчевськ Луганської області.
| Назва                                                                                                | Дата встановлення | Розташування                                | Фото | Короткі відомості |
| Пам'ятник металургам, полеглим в боях на фронтах Великої вітчизняної війни і в партизанських загонах | 1970, 9 травня    | площа Карла Маркса                          |      | Відкритий в місті на честь 25-річчя перемоги. У 1982 році меморіальний комплекс реконструйований. Нова композиція комплексу розроблена архітектором В. М. Житомирським і скульптором В. Є. Орловим. Поруч з існуючим монументом був відкритий новий — пам'ятник 83 мешканцям міста, заживо спалених нацистами. |
| Почесний знак військової доблесті — самохідна артилерійська установка на постаменті                  | 1975, 8 травня    | Площа 30-річчя Перемоги                     |      | Споруджений на честь 30-річчя Перемоги у Німецько-рядянській війні. |
| Меморіал у сквері імені Ленінського комсомолу                                                        | 1974              | Сквер імені Ленінського комсомолу           |      | Відкритий на згадку про воїнів, полеглих в боях за Алчевськ. Був відкритий напередодні 30-річчя визволення України від нацистів. У камені застиг солдат зі скрипкою в руці. Біля меморіалу горів вічний вогонь. Архітектор І. Рафілович, скульптори А. Джлаунян, А. Скрипник. |
| Меморіальний комплекс спаленим громадянам м. Комунарськ 1941—1945 рр.                                | 1982              | площа Карла Маркса                          |      | На ньому значиться: «Тут поховані останки 83-х громадян м. Алчевська, заживо спалених у вересні 1943 року німецько-фашистськими варварами в період тимчасової окупації». 1 вересня 1943 при втечі з Алчевська нацисти спалили 83 жителя міста. |
| Обеліск Перемоги                                                                                     | 1965              | Площа Перемоги                              |      | 30 метровий обеліск з нержавіючої сталі, виплавленої на Алчевському металургійному комбінаті, споруджений ознаменування 20-річчя перемоги у Другій світовій війні. |
| Пам'ятний знак на могилі, в якій були поховані солдати і офіцери, які загинули при визволенні міста  | 1999, 2 вересня   | Сквер імені Ленінського комсомолу           |      | В день 56-ї річниці визволення Алчевська було споруджено новий пам'ятний знак (замість зруйнованого). Автором проекту скульптор самодіяльний К. І. Лахтін. Знак являє собою чавунний хрест, встановлений на невисокому постаменті. Усередині хреста вирізана п'ятикутна зірка, у якої відсутній один промінь. Хрест — символ пам'яті, а відсутність одного променя на зірці символізує жертви, принесені українцями в ім'я свободи і незалежності. Біля підніжжя пам'ятника встановлена плита з написом: «Вічна пам'ять і слава воїнам Радянської Армії, які загинули в боях за визволення м. Алчевська від німецько-фашистських окупантів 2 вересня 1943». |
| Пам'ятник воїнам-інтернаціоналістам                                                                  | 1998, вересень    | Сквер імені Ленінського комсомолу           |      | На лицьовому боці чорної кам'яної брили напис «Воїнам-інтернаціоналістам», а також зображення православного хреста і чорного тюльпана в язиках білого полум'я — символу печалі. Знизу — п'ятикутна зірка радянського солдата і георгіївська стрічка. Це пам'ятник тим воїнам-алчевцям, які загинули в Афганістані та інших міжнародних конфліктах. |
| Пам'ятник учасникам ліквідації наслідку аварії на ЧАЕС                                               | 2001              |                                             |      | Пам'ятник зображений у вигляді розпеченого реактора і дзвонів згори. Художнє лиття формувальника, чорнобильця Ю. Мартюхіна. |
| Братська могила загиблим воїнам у роки Великої Вітчизняної війни                                     |                   | Старе міське кладовище                      |      | В пам'ять про 33 воїнів, загиблих у Другій світовій війні, споруджений на братській могилі, яка розташована на старому міському кладовищі. На обеліску зображений меч, який розтинає нацистську свастику, а на стелі перераховані імена полеглих воїнів і написані слова: «Батьківщина вас не забуде!» |
| Обеліск визволителям Алчевська від німецько-фашистських окупантів                                    | 1945              | Вулиця Заводська, колишній парк 1-го Травня |      | Споруджений на честь воїнів 315-ї Мелітопольської Червонопрапорної і 91-ї стрілецьких дивізій шістдесят третього стрілецької корпусу 10 західного фронту, які звільнили м. Комунарськ від нацистських загарбників 2 вересня 1943. Обеліск зображений у вигляді 8-метрового шпиля, який закінчується п'ятикутною червоною зіркою. |
| Пам'ятний знак на честь запорізьких і донських козаків                                               | 2006, 12 травня   | Вулиця Попова                               |      | П'ятиметровий хрест з дуба височить на території храму, який носить ім'я святого великомученика Георгія Переможця. |
| Пам'ятний знак жертвам голодомору 1932—1933 рр.                                                      | 13 листопада      | Сквер «Реквієм»                             |      | На знаку висічені слова: «Жорстока правда забуттю не підлягає». |
| Алчевському Олексію, бюст                                                                            | 1996              | Радянська площа                             |      | Споруджений в 1996 році за рішенням Алчевської міської ради. У міському конкурсі на найкращий проект пам'ятника переміг самодіяльний художник-скульптор, працівник Алчевського металургійного комбінату В. А. Стрельников. Бюст Олексію Алчевському відлитий з чавуну і встановлений на витонченій чавунній чотиригранній колоні з канелюрами. Внизу постаменту на чавунній стрічці напис: «Олексію Кириловичу Алчевському — засновнику міста від вдячних нащадків. 1996 р.». Всі виливки зроблені ливарниками Алчевського металургійного комбінату. Пам'ятник встановлено на площі біля будівлі міської ради. Урочисте відкриття пам'ятника відбулося у вересні 1996 р. у дні святкування 100-річчя Алчевська. На відкриття були запрошені правнуки О. К. Алчевського. |
| Воєводіну Юрію, погруддя                                                                             | 2007, 1 вересня   | Проспект Леніна, 16                         |      | Пам'ятник колишньому ректорові Донбаського державного технічного університету Юрію Воєводіну на знак визнання заслуг талановитого організатора, вченого і педагога. Відкритий 1 вересня 2007 біля головного корпусу університету. Автор проекту пам'ятника С. Н. Немченко, скульптор Редькін А. А. Пам'ятник відлитий з металу алчевського меткомбінату, у його створенні брали безпосередню участь учні Юрія Михайловича: начальник ФЛЦ А. М. Пономарьов та ливарник ФЛЦ А. В. Ткачук. На виготовлення пам'ятника, який складається з трьох частин пішло близько 30 тонн чавуну. Підстава важить близько 23 тонни, колона — понад 5 тонн, бюст близько 2 тонн. |
| Гмирі Петру, погруддя                                                                                | 2006, липень      | на розі вулиць Леніна та Гмирі              |      | Директору Алчевського металургійного комбінату, який зробив значний внесок у розвиток Алчевська Гмирі Петру. Встановлений у липні 2006 року до 100-річчя зі дня народження Гмирі. На чавунній плиті слова: «Пам'яті трудівника і патріота від вдячних металургів і мешканців міста». |
| Леніну Володимиру                                                                                    | 1960-ті           | Площа Леніна                                |      | Створений київськими скульпторами С. С. Андрейченко і І. С. Горовим. |
| Пам'ятник сталевару                                                                                  | 1970              |                                             |      | Виготовлений з натури сталевара Алчевського металургійного комбінату Миколи Міначенкова, якому довелося майже місяць «попрацювати» натурником у скульптора Кравця в імпровізованій майстерні. Пару раз Міначенков «прогулював» сеанси і надсилав до Кравця свого підручного Івана Крутія. Урочисто відкрили пам'ятник, виліплений фактично з двох «натурників», в 1970 році. |